# Giovanni Sala (Motorsportler)
Giovanni Sala (* 23. November 1963 in Bergamo) ist ein italienischer Endurosportler. Er war mehrfacher italienischer Enduromeister, Enduro-Weltmeister sowie Mitglied der siegreichen Nationalmannschaft bei der Internationalen Sechstagefahrt.

## Karriere
Seinen ersten Erfolg im Endurosport gelang Giovanni Sala im Jahr 1981. Er wurde italienischer Meister in der Kadetten-Klasse bis 125 cm³ auf einer Fantic. Dann wechselte er zum Moto-Cross. Hier war ihm jedoch kein großer Erfolg beschieden, so dass er Anfang der 1990er Jahre wieder zum Endurosport zurückkehrte. Im Team von Arnaldo Farioli wurde ihm die Gelegenheit geboten auf einer KTM in einer professionellen Umgebung zu arbeiten.
1991 wurde er in der italienischen Meisterschaft Zweiter in der Klasse bis 250 cm³. In der gleichen Klasse wurde er in der Weltmeisterschaft Dritter. 1992 fuhr er in der Klasse bis 500 cm³. Er siegte in der italienischen Meisterschaft und wurde in der Weltmeisterschaft Zweiter. Bei der Internationalen Sechstagefahrt gewann er mit der Nationalmannschaft die Trophy-Wertung. Außerdem gewann er die Klassen- und die Gesamtwertung. 1993 konnte er seinen nationalen Titel verteidigen. Zusätzlich gewann er die Weltmeisterschaft.
1994 wechselte er wieder in die 250-cm³-Klasse. In der italienischen Meisterschaft gewinnt er in seiner Klasse sowie die Gesamtwertung. Erneut wird er Weltmeister und bei der Internationalen Sechstagefahrt gewinnt er mit der Nationalmannschaft die Trophy-Wertung. Im folgenden Jahr kann er seine Erfolge in der italienischen und in der Weltmeisterschaft verteidigen. 1996 wurde er wieder italienischer Klassen- und Gesamtsieger. In der Weltmeisterschaft wurde er Zweiter hinter Paul Edmondson. Bei den Six Days in Finnland gewann er die Klassen- und die Gesamtwertung.
1997 dominierte er wieder die italienische Meisterschaft mit dem Klassen- und dem Gesamtsieg. Hinter Stéphane Peterhansel wurde er erneut Zweiter in der Weltmeisterschaft. Mit der Nationalmannschaft gewann er beim Heimrennen die Internationale Sechstagefahrt und wurde erneut Klassen- und Gesamtsieger. 1998 wurde er in der Weltmeisterschaft und in der italienischen Meisterschaft Klassen- und Gesamtsieger. Bei der Sechstagefahrt in Australien gewann Giovanni Sala die Einzelwertung. Bei der Pharaonen-Rallye wurde er Zweiter. Außerdem war er Erster beim ErzbergRodeo. Im Folgejahr verteidigte er erneut seine nationalen Titel. In der Weltmeisterschaft trat er erstmals mit einer 400-cm³-Viertakt-KTM an und gewann die Klassenwertung.
Auch im Jahr 2000 gewann Giovanni Sala die italienische Meisterschaft. Mit der Nationalmannschaft gewann er die Trophy-Wertung bei der Internationalen Sechstagefahrt in Spanien. Auch in den Jahren 2001 und 2002 wurde er wieder italienischer Meister. In der Weltmeisterschaft wurde er 2002 Vierter in der Klasse bis 500 cm³ Viertakt. Bei der Rallye Dakar wurde er Sechster der Gesamtwertung. Im Jahr 2003 war er mit einer 250-cm³-Viertakt-Maschine unterwegs. Damit wurde er in der italienischen Meisterschaft und in der Weltmeisterschaft Zweiter. Bei der Internationalen Sechstagefahrt wurde er ebenfalls mit der Nationalmannschaft Zweiter in der Trophy-Wertung. Im folgenden Jahr wurde Giovanni Sala nochmals italienischer Meister. Gleichzeitig fuhr er seine letzte Saison in der Weltmeisterschaft und wurde am Ende Achter.
2005 wurde er in der nationalen Meisterschaft Zweiter. Bei der Internationalen Sechstagefahrt in der Slowakei gewann er mit seinem Team die Club-Wertung. Mit einer 450-cm³-Viertakt-Maschine wurde er 2006 nochmals italienischer Meister. Bei der Rallye Dakar wurde er mit einer KTM LC4 Dritter.
2007 bestritt er sein letztes Jahr in der italienischen Meisterschaft und wurde noch einmal Sechster.
Seit der Beendigung seiner aktiven Karriere ist er für die FIM als Strecken-Inspekteur bei den Weltmeisterschaftsläufen und den Internationalen Sechstagefahrten unterwegs. Daneben arbeitet er für KTM im Bereich Sport und Abenteuerreisen.

## Wichtigste Erfolge
Italienischer Meister1992 (500 cm³), 1993–2002 (250 cm³), 2004 (250 cm³ 4T), 2006 (450 cm³ 4T)
Italienischer Meister aller Klassen1994–1999
Weltmeisterschaft1993 (500 cm³), 1994 (500 cm³), 1995 (500 cm³) (500 cm³), 1998 (500 cm³), 1999 (400 cm³ 4T)
Internationale Sechstagefahrt1992, 1994, 1997, 2000